# لويس ميلينديز (لاعب كرة قاعدة)
لويس ميلينديز (بالإنجليزية: Luis Meléndez)‏ هو لاعب كرة قاعدة أمريكي، ولد في 11 أغسطس 1949 في Aibonito, Puerto Rico ‏ في الولايات المتحدة.

## وصلات خارجية
- لويس ميلينديز على موقعبيزبول رفرنس.كوم (الدوري الرئيسي) (الإنجليزية)
- لويس ميلينديز على موقعبيزبول رفرنس.كوم (الدوري الثانوي) (الإنجليزية)